# Petrikirche (Westeraccum)

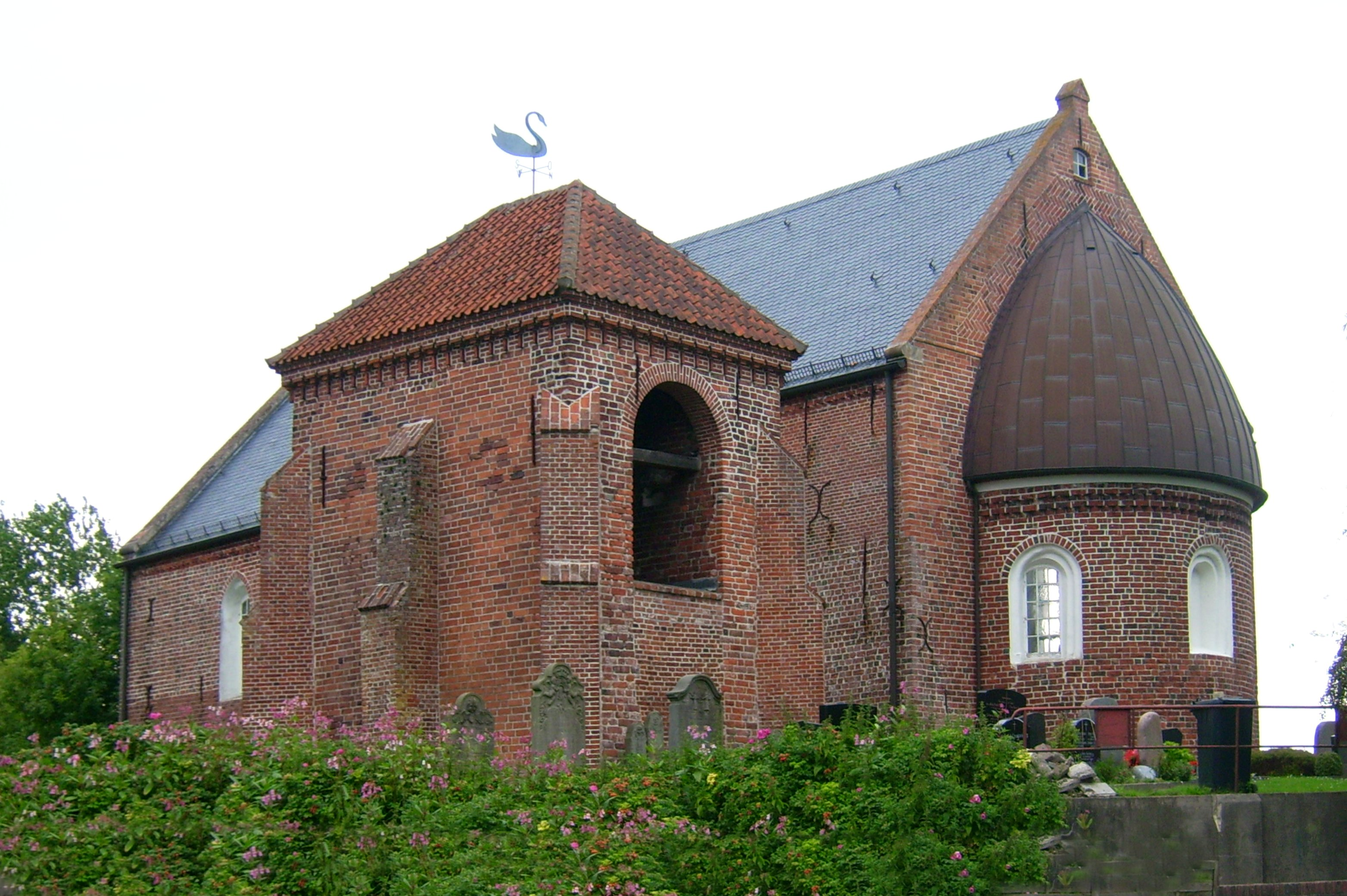
Die Kirche in Westeraccum

Die evangelisch-lutherische Petrikirche liegt im ostfriesischen Ort Westeraccum (Gemeinde Dornum). Es ist eine Backsteinkirche aus dem 13. Jahrhundert. Eine Besonderheit ist das dreijochige Gewölbe.

## Geschichte und Baubeschreibung

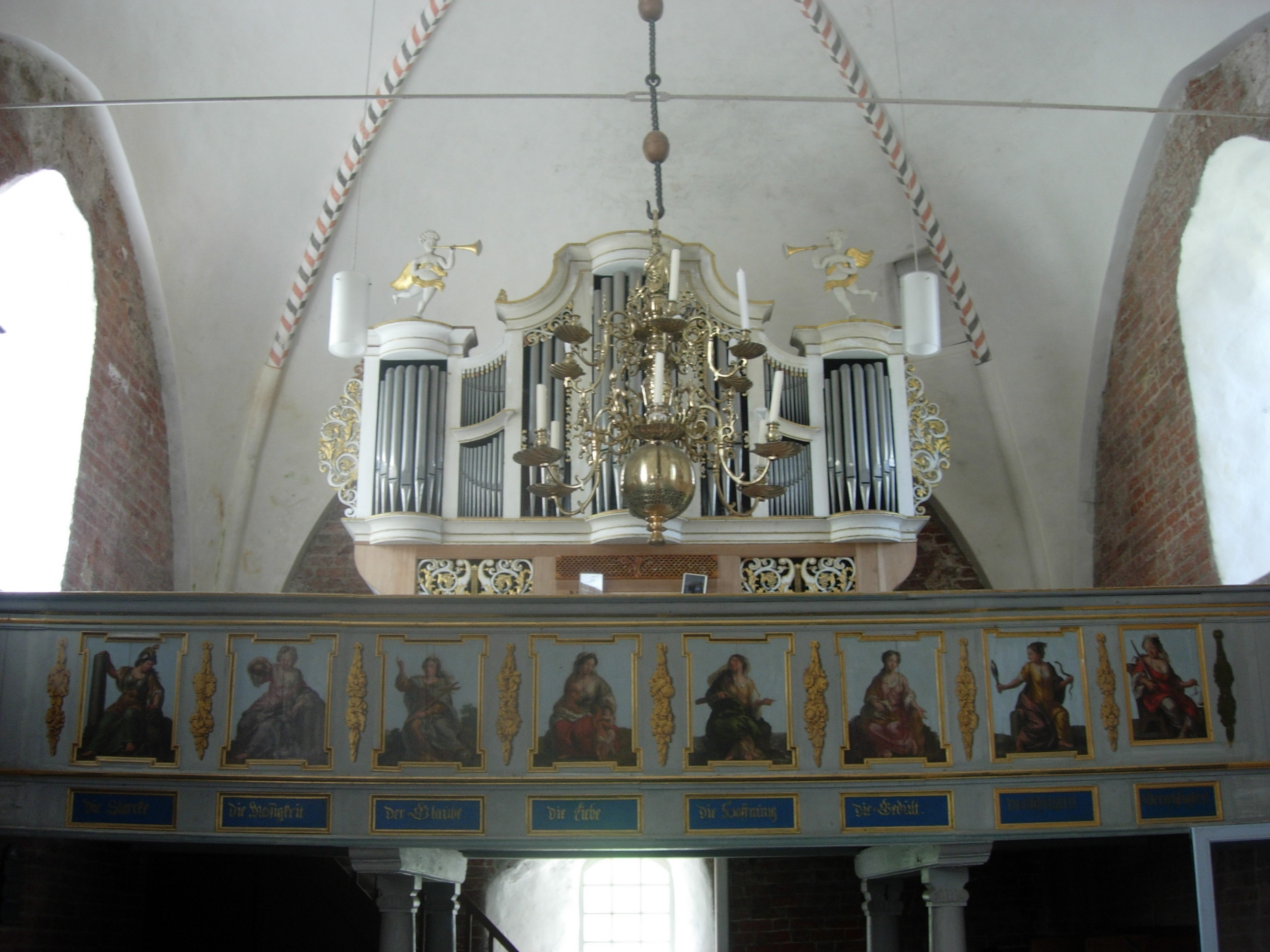
Orgelempore unter dem Gewölbe

Die Backsteinkirche wurde um 1270 als einschiffiger Apsissaal auf einem Sockel aus Granit auf einer hohen Warft gebaut. Die drei Domikalgewölbe sind mit ihren Ornamentmalereien aus den Jahren 1270 bis 1280 erhalten, die im Jahr 2000 bei durchgeführten Renovierungsarbeiten unter dem abgeschlagenen Putz wiederentdeckt und restauriert wurden.
Auch diese Kirche erfuhr im Laufe der Zeit bauliche Änderungen. Die alten Rundbogen-Portale mit Granitrahmung in der Nord- und Südwand wurden später zugemauert. Die Längsseiten werden von je drei Fenstern durchbrochen, die später alle vergrößert und mit Spitzbogen versehen worden sind. In der halbrunden Apsis befinden sich drei rundbogige Fenster, deren mittleres heute zugemauert ist. Während diese Fenster noch aus der Erbauungszeit stammen, veränderte man die Form des Apsisdaches im 17. Jahrhundert. Heute ist es mit Kupfer überdeckt. Im Westgiebel wurde ein neues Fenster eingebrochen. An der östlichen Südwand befindet sich ein Hagioskop.
Der gedrungene Glockenturm des geschlossenen Typs wurde separat an der Südostecke der Kirche errichtet. Er weist runde Schallarkaden, Eckpfeiler und seitliche Strebepfeiler auf. Das Mauerwerk wird unterhalb der Traufe durch einen Fries verziert. Auf dem Walmdach dient ein Schwan als Wetterfahne. Der Glockenstuhl wurde mehrfach umgebaut und geht nur noch im Kern auf die Erbauungszeit der Kirche zurück.

## Ausstattung
Die reich verzierte Barockkanzel des Bildschnitzers Andreas Danhast stammt aus dem Jahre 1694 und verfügt über einen Treppenaufgang, dessen Tür mit musizierenden Putten und Schnitzwerk bekrönt wird. Sie wird von den Statuetten der Reformatoren Jan Hus und Martin Luther flankiert, die zusammen mit ihren Symbolvögeln dargestellt werden: Hus mit der Gans und Luther mit dem Schwan. Gegenwärtig befindet sich die Tür an der Nordwand. Der Kanzelkorb ist mit gedrehten Säulen und der Schalldeckel mit Schnitzwerk verziert. Auf den Feldern des Kanzelkorbs und am Schalldeckel sind die Evangelisten, Mose, Aaron und die Propheten herausgearbeitet. Ein Grabstein aus dem 18/19. Jahrhundert weist Schiffsdarstellungen auf. Das Altarbild mit der Abendmahlsszene zwischen kannelierten Säulen datiert von 1665, der Kronleuchter von 1698, die Votivschiffe von 1932 und 1990. Der Taufstein aus belgischem Syenit stammt wahrscheinlich aus dem 17. Jahrhundert.

## Orgel
Weil der Esenser Orgelbauer Arnold Rohlfs in der ersten Hälfte des 19. Jahrhunderts einen ähnlichen Prospekt in Westerholt schuf, wurde ihm auch das Werk in Westeraccum zugeschrieben. Es handelt sich jedoch um den spätbiedermeierlichen Prospekt der Orgel aus Pewsum, die Gerd Sieben Janssen in den Jahren 1857 bis 1861 schuf. Hinter die denkmalgeschützte Gehäusefront mit leider nur noch in Bruchstücken erhaltenem Schnitzwerk von Janssen baute die Firma Alfred Führer im Jahr 1972 ein neues Innenwerk mit sieben Registern auf einem Manual und angehängtem Pedal ein. An der Emporenbrüstung sind in acht Bildkartuschen die Tugenden dargestellt, die durch geschnitzte Blumenornamente getrennt werden: In der Mitte die drei christlichen Tugenden Glaube, Liebe, Hoffnung, ergänzt um „die Gedult“, flankiert von den vier Kardinaltugenden: links Stärke und Mäßigkeit, rechts Weisheit, hier als „Vorsichtigkeit“ betitelt, und Gerechtigkeit.